# 橘野富彦
橘野 富彦（きつの とみひこ、1930年4月29日 - 1994年12月24日）は、日本の洋画家。国画会会員。

## 経歴
山口県生まれ。肖像画を描きながら全国を旅していた洋画家の父の影響で、幼い頃から絵画に没頭する。1950年、東京芸術大学油学科卒業後、フランスのパリで洋画に影響を受け、帰国し洋画家安井曽太郎に師事。国画会で第29回国画会展1955年にプールブ賞、1956年に30周年記念賞を受賞し、翌年には早くも同会会員となり、異例の若さで入会する。数々の賞を受賞し、名誉会員として名が刻まれる。妻は二科会会員の恵委子（1932年 - 2002年1月）。女子美術大学を卒業し渡仏していた彼女と、パリで知り合った。晩年は夫婦で活躍した。
1960年に入ると、混迷していた日本のグラフィックデザインの普及に貢献し、亀倉雄策や田中一光との交流も深めた。絵画、油絵で精力的に活動しながら、商業デザインにも注力した。
1994年12月24日に肺ガンのため逝去。64歳であった。数少ない貴重な作品は、全国の美術館に寄贈され、画廊では個展も開かれている。

## 作風
- 静物画を中心とした作品群は、豊かで繊細な光の中に落ち着いたモティーフが、力強く描かれる。
- 20代は具象的絵画であったが、30代になると抽象的画風が多い。
- 晩年は人物や静止画で、落ち着きのある重量感あふれる作品が残されている。

## 代表作品
- 西伊豆朝明け(1955)
- 朝焼け(1956)
- 蝶(1957)
- みもざと楽器(1957)
- フローラ(1958)
- 騎射隊(1958)
- 乗馬(1959)
- 花と人形(1960)
- ブリキ人形(1962)
- 水辺(1965)
- 万人の城(1967)
- ポインターのいる風景(1968)
- 耐火(1970)
- 生花の息吹(1972)
- 猫と箱(1975)
- 舞子(1977)
- 明日(1979)
- 舞子(1981)
- 熱帯魚(1983)
- 風とはな(1985)

## 主な受賞歴
- 国画会　新人賞
- 国画会　30周年記念賞
- 国画会　会員賞
- 国画会　プールブー賞
- 国画会　国画賞
- 国画会　会友優作賞
- 国画会　サントリー賞
- パリ国際サロン賞
- ベニス・ビエンナーレ
- ワルシャワ国際ポスタービエンナーレ
- 亀倉賞
- ニューヨークADC賞

## 著書
- 「光」　美術出版社
- 「窓のゆくえ」講談社
- 「ルアー」六耀社
- 「商業デザイン」美術出版社

## 関連人物
- 安井曽太郎
- 有島生馬
- 手塚治虫
- 山下新太郎
- 岡本太郎
- 原弘
- 田中一光
- 亀倉雄策

## 家系
- 妻は油絵画家の橘野恵委子。二紀会会員。ピエロなどをモティーフとし、幻想的な作風で愛された。
- 父は画家の橘野松恵。一時森下仁丹の宣伝部にも在籍し、将軍ロゴの原画を描く。
- 弟はグラフィックデザイナー/木版画家の橘野泰。主な仕事は、西武グループ（西武鉄道、西武園、プリンスホテル、西武リゾート）など。
- 次男はTBS美術デザイナー／美術部長の橘野永。主な仕事は、風雲!たけし城、ザ・ベストテン、生生生生ダウンタウン、学校へ行こう!、日本レコード大賞など。
- 甥は東急エージェンシーのクリエイティブディレクター／ アートディレクターの橘野準。主な仕事は伊藤園、アサヒビール、ライオン、大塚グループ、本田技研工業、ACジャパンなど。
- 甥はYOBOSSのデザイナー橘野晶。自身のブランドは日本をはじめ、フランス、アメリカ、ドイツ、イギリスなどで世界展開。